# 명탐정 코난: 침묵의 15분
《명탐정 코난: 침묵의 15분》(일본어: 名探偵コナン 沈黙の15分)은 2011년 4월 16일 일본에서 개봉된 명탐정 코난 극장판 시리즈 15번째 작품이며, 야마모토 야스이치로가 총감독, 시즈노 코분이 감독, 고치 가즈나리가 각본을 맡았다. 대한민국에서는 2011년 8월 3일에 개봉했다.

## 줄거리
재선을 마친 아사쿠라 유이치로 (한국명: 송하춘) 도쿄도 지사에게 협박장이 도착하고, 그 다음날, 막 개통한 도쿄 지하철 도에이 지하철 10호선이 지나가는 신설 터널이 폭발하게 된다. 아사쿠라 유이치로 (한국명: 송하춘) 지사와 범행과의 연관성을 확인하기 위해 아사쿠라 유이치로 (한국명: 송하춘) 도쿄도 지사가 일본 국토교통성 대신 (한국판: 건설교통부 (현재의 대한민국 국토교통부에 해당) 장관) 당시 건설했던 댐이 있는 니가타현으로 가게 된다. 키타노사와 촌 (한국판: 북촌 마을)에 도착한 그 다음날, 스노슈 트레킹을 하던 에도가와 코난 (한국명: 코난) 일행은 설원에서 발견된 정체불명의 시신이 발견되면서 사건을 더 미궁속으로 빠져든다. 하지만 그 후에 범인의 정체를 밝히는데 댐이 무너지고 홍수가 나게 된다. 그리고 이것을 막으려고하는 에도가와 코난, 그치만 눈사태를 만드는 도중 자신도 눈 속에 파묻히는데. 그 때부터 15분! 과연 에도가와 코난은 무사히 구출될 수 있을까…

## 주제가
- 주제가는 〈Don't Wanna Lie〉 - B'z'이다.
- 극장판 5기 주제가인 〈always〉(12기 엔딩 테마)에 이어 TV판 주제곡 〈Don't Wanna Lie〉(31기 오프닝 테마)를 극장판 15기 주제곡으로 쓰였다.

## 등장인물

### 주조연 캐릭터

#### 사건 관계자
- 에도가와 코난 (코난)
  -  일본판 성우 : 타카야마 미나미
  -  한국판 성우 : 김선혜
- 쿠도 신이치 (남도일)
  -  일본판 성우 : 야마구치 캇페이
  -  한국판 성우 : 강수진
- 모리 란 (유미란)
  -  일본판 성우 : 야마자키 와카나
  -  한국판 성우 : 이현진
- 모리 코고로 (유명한)
  -  일본판 성우 : 고야마 리키야
  -  한국판 성우 : 이정구
- 스즈키 소노코 (정보라)
  -  일본판 성우 : 마츠이 나오코
  -  한국판 성우 : 이용신
- 아가사 박사 (브라운 박사)
  -  일본판 성우 : 오가타 겐이치
  -  한국판 성우 : 황원
- 하이바라 아이 (홍장미)
  -  일본판 성우 : 하야시바라 메구미
  -  한국판 성우 : 우정신
- 코지마 겐타 (고뭉치) :
  -  일본판 성우 : 타카기 와타루
  -  한국판 성우 : 한인숙
- 츠부라야 미츠히코 (박세모)
  -  일본판 성우 : 오오타니 이쿠에
  -  한국판 성우 : 정선혜
- 요시다 아유미 (한아름)
  -  일본판 성우 : 이와이 유키코
  -  한국판 성우 : 여민정
- 코바야시 스미코 (김은주)
  -  일본판 성우 : 가토 유코
  -  한국판 성우 : 정유미

#### 경시청소속
- 오다기리 토시로 (고대길 부장)
  -  일본판 성우 : 나카타 코우지
  -  한국판 성우 : 온영삼
- 메구레 쥬죠 (골롬보 반장)
  -  일본판 성우 : 챠후린
  -  한국판 성우 : 조동희
- 시라토리 닌자부로 (백동훈 형사)
  -  일본판 성우 : 이노우에 카즈히코
  -  한국판 성우 : 서윤선
- 타카기 와타루 (신형선 형사)
  -  일본판 성우 : 타카기 와타루
  -  한국판 성우 : 김광국
- 사토 미와코 (오지인 형사)
  -  일본판 성우 : 유야 아츠코
  -  한국판 성우 : 한채언
- 치바 카즈노부 (이명수 형사)
  -  일본판 성우 : 치바 잇신
  -  한국판 성우 : 김영찬

### 극장판 오리지널 캐릭터
- 아사쿠라 유이치로 (한국명:송하춘) 66세

도쿄도 지사. 도쿄도의 지하철 도에이 지하철 10호선 개통 전날, 자택 앞으로 협박장이 온다. 일본 국토교통성 대신 (한국판: 건설교통부 (현재의 대한민국 국토교통부에 해당) 장관)이었을 당시 니가타현의 키타노사와 촌 (한국판: 북촌 마을)에 댐을 세웠다. 새 마을을 세우는데 3년, 댐을 착공에서 완공까지 5년으로 총 8년이라는 짧은 시간에 댐을 건설했다.
- 야마오 케이스케 (한국명: 신기루) 34세
  -  일본판 성우 : ?
  -  한국판 성우 : 신용우

키타노사와 촌 (한국판: 북촌 마을) 분교 동창생. 8년 전 뺑소니 사고로 동창생 토오노 미즈키 (한국명: 고민아)의 여동생 토오노 나츠키 (한국명: 고소아)를 치게 된 후 자수. 감옥에서 8년간 복역하다가 출소한지 얼마 되지 않음. 무직.
- 토오노 미즈키 (한국명: 고민아) 34세
  -  일본판 성우 : ?
  -  한국판 성우 : 박경혜

키타노사와 촌 (한국판: 북촌 마을) 분교 동창생. 산장 종업원. 여동생을 잃은 충격으로 마을을 떠난 부모와 떨어져서, 북촌 마을에 남아 여동생의 무덤을 지키고 있다.
- 타치하라 후유미 (한국명: 유난희) 34세
  -  일본판 성우 : ?
  -  한국판 성우 : 이지영

키타노사와 촌 (한국판: 북촌 마을) 분교 동창생. 동네 진료소 직원. 백조를 보러 갔다가 절벽에서 추락하여 혼수 상태인 아들 타치하라 토마 (한국명: 다비)를 간병하고 있다.
- 무토 타케히코 (한국명: 소남우) 34세
  -  일본판 성우 : ?
  -  한국판 성우 : 김장

키타노사와 촌 (한국판: 북촌 마을) 분교 동창생. 목수. 8년 전 마을을 수몰시키는 댐 건설 계획을 맹렬히 반대했었다. 이전된 마을에 사는 것을 거부하고, 홀로 산속에서 생활하고 있다.
- 히카와 쇼고 (한국명: 오대오) 34세
  -  일본판 성우 : ?
  -  한국판 성우 : 방성준

키타노사와 촌 (한국판: 북촌 마을) 분교 동창생. 보험 조사원으로 현재 도지사가 8년 전에 계획한 댐 건설로 인해 강 밑에 잠긴 북촌 마을을 조사하고 있는 중이다. 댐 건설 당시 가장 먼저 마을을 버리고 떠났다.
- 타치하라 토마 (한국명 :다비) 15세
  -  일본판 성우 : ?
  -  한국판 성우 : 최승훈 (청년), 정유미 (어린 시절)

타치하라 후유미 (한국명: 유난희)의 아들. 8년 전 백조를 보러 갔다가 우연히 한 사건을 보게되어 그 사건의 범인에게서 도망치다 절벽에서 떨어져 혼수 상태에 빠졌다가 깨어남. 쇼크로 인해 8년 전 일을 기억하지 못하고 있음.
- 토오노 나츠키 (한국명: 고소아) 18세

토오노 미즈키 (한국명: 고민아)의 여동생. 8년 전 야마오 케이스케 (한국명: 신기루)가 운전하던 차에 치어 숨졌다.
- 미스즈 에코 (한국명: 최영자) 51세

도쿄도 신주쿠 (한국판: 서울특별시 강남구 청담동) 미스즈 보석가게의 사장으로 8년 전 야마오 케이스케 (한국명: 신기루)의 뺑소니 사고 전 날에 누군가에게 예리한 칼로 살해당했다.

## 기타
- 과거의 극장판은 일본의 골든위크 전이라는 공개 시기를 고려하여 모든 작품에서 극중 계절이 봄 또는 여름 이었지만, 이번 작품에서 처음으로 겨울의 설국이 주요 무대가 된다.
- 주제는 15 주년을 기념하여 B'z의 "Don't Wanna Lie" B'z가 극장판 주제가를 담당하는 4 번째이며 (1999년, 2002년, 2006년, 2011년), 그때까지 같은 수였던 ZARD와 쿠라키 마이의 3번을 제치고 역대 1위를 차지했다. 또한 B'z는 2006년에 공개된 10주년 기념 작품 '탐정들의 진혼가'에서도 주제가를 담당을 하였다.
- 부제 "15 분 (쿼터)"은 인간이 눈사태에 휘말렸을 때 생존 가능한 시간을 나타내고 있다. 그 이외에도 작중에서는 여러 번 "15 분" (또는 "15 초")라는 시간이 부각되고 있다.
- TV 시리즈의 캐릭터에서 고바야시 스미코 (김은주 선생)가 극장판 처음으로 등장하며 또한 오다기리 토시로 (고대길 부장)의 등장은 전작에 이어 3번째이다.
- 극장판 공개와 같은 날 발매된 OVA '니가타 ~ 도쿄 기념품 광소곡'은이 사건 이후의 이야기이고 핫토리 헤이지 (하인성), 쿄고쿠 마코토 (오경구), 오키노 요코 (오소라)가 등장한다.
- 일본 전국 332 스크린에서 개봉되어 2011년 4월 16일, 4월 17일 첫 2일 동안 흥행 수입 5억 5015만 1000엔, 관객 수가 45만 3618명이었다. 영화 관객 동원 순위로 첫 등장 1 위를 차지했다[1].
- 이번 극장판도 2009년과 2010년 부천 국제 판타스틱 영화제에 공식 초청됐던 《칠흑의 추적자》편과 《천공의 난파선》편에 이어서 3년 연속 부천 국제 판타스틱 영화제 공식 초청 작품으로 선정되었다.
- 이번 극장판과는 별도로 2011년 부천 국제 판타스틱 영화제에서 《은빛 날개의 마술사》편이 일본어 버전으로 공개되어 상영되었다.
- 앞서 개봉된 《칠흑의 추적자》편, 《천공의 난파선》편과는 달리 등장인물들의 이름 뿐 아니라 지명도 모두 한국식으로 로컬라이징되었다. 다만 실제로 사건의 무대가 되는 '북촌 마을'은 서울특별시의 북촌 한옥마을과 어떠한 관련도 없다.
- 한국에서는 당초 2011년 7월 28일에 개봉할 예정이였지만 개봉일자가 1주일이 연기되면서 2011년 8월 4일에 개봉할 예정이였지만 1일 앞당기면서 2011년 8월 3일에 정식으로 개봉하였다.